# Хелмут Щиф
Хелмут Щиф (на немски: Hellmuth Stieff) е германски генерал от Вермахта.

## Кариера
Щиф е роден в Дойч Айлау (сега Илава, Полша) в провинция Западна Прусия. През 1922 г. завършва Infanterieschule München и е назначен за лейтенант на пехотата. Още през 1927 г. младият Щиф служи в подкрепа на германския Генерален щаб на Райхсвера, германската армия след Първата световна война.
Присъединява се към Генералния щаб на Вермахта през 1938 г., като работи в организационния отдел (координационен отдел) под ръководството на майор Адолф Хюсингер. Признат за отличните си организационни умения, през октомври 1942 г. е назначен за началник на организацията в OKH, въпреки силната лична неприязън на Хитлер. Хитлер го нарича „отровно малко джудже“.
От нашествието в Полша през 1939 г. Щиф възприема отвращение от нацистката военна стратегия. Когато е във Варшава през ноември 1939 г., той пише писма до съпругата си, изразявайки отвращението си и отчаянието си от поведението на Хитлер във войната и зверствата, извършени в окупирана Полша. Той пише, че се е превърнал в „инструмент на деспотична воля да се унищожи без отношение към човечеството и обикновеното благоприличие“.

## Съпротива
По покана на генерал Хенинг фон Тресков Щиф се присъединява към германската съпротива през лятото на 1943 г. Възползвайки се от това, че е отговорен за организациите, той придобива и съхранява всякакви взривни вещества, включително и от чужди източници. Той предоставя взривните вещества за отменения опит за убийство на фон Ат Бюш на Хитлер във Вълчата бърлога през ноември.
Като един от офицерите, които са имали случаен достъп до Хитлер, той доброволно се опитва да убие Хитлер в самоубийствен атентат, но по-късно се оттегля, въпреки многократните искания на Тресков и полковник Клаус фон Щауфенберг да извършат убийството. На 7 юли 1944 г. по време на демонстрация на нови униформи на Хитлер в замъка Шлеф Клестейм, край Залцбург, Щиф не успява да задейства бомбата. Затова Щауфенберг решава да убие сам Хитлер.
На сутринта на 20 юли 1944 г. Щиф лети с Щауфенберг и лейтенант Вернер фон Хафетен в самолета Heinkel He 111, предоставен от генерал Едуард Вагнер от Берлин до Вълчата бърлога. Бомбата обаче убива други, а Хитлер е само ранен. През нощта той е арестуван и брутално разпитван от Гестапо. Щиф отказва няколко дни срещу всички опити да издаде имената на другите заговорници. Отстранен от Вермахта, той е съден от Народния съд (Volksgerichtshof) и осъден на смърт на 8 август 1944 г. По лично искане на Хитлер Щиф е обесен следобеда на същия ден в затвора Пльоцензе в Берлин.